# Савчук Ольга Миколаївна
О́льга Савчу́к (*20 вересня 1987, Макіївка, Україна) — українська тенісистка-професіонал. Володарка одного титулу ITF у парному розряді. Найбільше досягнення на турнірах Великого шолома — вихід в третє коло Відкритого чемпіонату Австралії в 2006.
В серпні 2021 року народила доньку Мію.
В 2022 році — капітан жіночої збірної України в Кубку Біллі Джин Кінг.

### Виступи на Олімпіадах
| Дисципліна  | Стадія | Супротивник | Результат | Місце | Загальне місце |
| Тенніс Пари | 1 коло | Чехія       | 1:2       | 2     | 17             |

## Фінали турнірів WTA

### Пари: 9 (3 титули)
| Результат | №  | Дата           | Турнір                                          | Поверхня    | Партнерка         | Супротивниці                         | Рахунок          |
| --------- | -- | -------------- | ----------------------------------------------- | ----------- | ----------------- | ------------------------------------ | ---------------- |
| Перемога  | 1. | 5 жовтня 2008  | Tashkent Open, Узбекистан                       | Хард        | Ралука Олару      | Ніна Братчикова Катрін Верле         | 5–7, 7–5, [10–7] |
| Поразка   | 1. | 21 лютого 2010 | Copa Sony Ericsson Colsanitas, Богота, Колумбія | Ґрунт       | Анастасія Якимова | Хісела Дулько Едіна Галловіц-Галл    | 2–6, 6–7(6–8)    |
| Перемога  | 2. | 13 квітня 2014 | BNP Paribas Katowice Open, Польща               | Хард (зала) | Юлія Бейгельзимер | Клара Кукалова Моніка Нікулеску      | 6–4, 5–7, [10–7] |
| Поразка   | 2. | 8 березня 2015 | BMW Malaysian Open, Куала-Лумпур                | Хард        | Юлія Бейгельзимер | Лян Чень Ван Яфань                   | 6–4, 3–6, [4–10] |
| Поразка   | 3. | 19 липня 2015  | Swedish Open, Бостад                            | Ґрунт       | Татьяна Марія     | Кікі Бертенс Йоганна Ларссон         | 5–7, 4–6         |
| Поразка   | 4. | 2 серпня 2015  | Baku Cup, Азербайджан                           | Хард        | Віталія Дяченко   | Маргатита Гаспарян Олександра Панова | 3–6, 5–7         |
| Поразка   | 5. | 7 січня 2017   | Shenzhen Open, КНР                              | Хард        | Ралука Олару      | Андреа Главачкова Пен Шуай           | 1–6, 5–7         |
| Перемога  | 3. | 14 січня 2017  | Hobart International, Австралія                 | Хард        | Ралука Олару      | Габріела Дабровскі Ян Чжаосюань      | 0–6, 6–4, [10–5] |
| Поразка   | 6. | 18 лютого 2017 | Qatar Total Open, Доха                          | Хард        | Ярослава Шведова  | Абігайл Спірс Катаріна Среботнік     | 3–6, 6–7(7–9)    |